# プロ野球 ファミリースタジアム (Wii)
プロ野球 ファミリースタジアム（プロやきゅう ファミリースタジアム）は、バンダイナムコゲームス（ナムコレーベル）が2008年5月1日に発売したWii用ソフトである。
スポーツわいわい（ファミリースキー、ファミリージョッキー、ファミリートレーナー）のひとつ。

## 概要
ゲームシステムは視点が大幅変更された。標準カメラ、ファミスタカメラ、キャッチャーカメラ、ピッチャーカメラの4種類がある。これは、体感操作の「フリフリ」モードと、ボタン操作の「ピコピコ」モードに両対応にするためである。
選手データは、日本野球機構（NPB）加盟の12球団及びバンダイナムコスターズが用意されている。

## ゲームモード
今作は、「対戦モード」、「トレーニング」、「全国リーグ」、「みんなでリーグ戦」、「Wi-Fi」が用意されている。

### トレーニングモード
今作の『分身くん』は、Miiに対応したためトレーニングモードに名を変えた。
記憶力の「おぼえて、ならべて」、動体視力の「しゅんかんキャッチボール」、「ファミスロット」、リズム感の「リズムバッティング」、Wiiリモコンをひねる「スタジアムラン」、配球力の三振勝負、守備力の「スーパーキャッチ」を行う。
7つのトレーニングをこなし、一定以上の能力があれば試合に参戦できるようになる。

## 登場するチーム
NPB加盟12球団と、バンダイナムコスターズが登場する。
データは2008年開幕時点のものである。
セントラル・リーグ
- 読売ジャイアンツ
- 中日ドラゴンズ
- 阪神タイガース
- 横浜ベイスターズ
- 広島東洋カープ
- 東京ヤクルトスワローズ

パシフィック・リーグ
- 北海道日本ハムファイターズ
- 千葉ロッテマリーンズ
- 福岡ソフトバンクホークス
- 東北楽天ゴールデンイーグルス
- 埼玉西武ライオンズ
- オリックスバファローズ

## スペシャルチーム
全国リーグをクリア毎にモードタイトルに★が付加され、下記1球団ずつ使用可能になる。
追加された球団は次回に使用可能。
※★は最大で5つまで
- コリアンパワーズ（追加時に球場：河川敷が使用可能になる）
- アメリカンズ
- キューバドリームス
- ロボッツ

## 球場
今作ではプロ野球の本拠地球場は登場せず、以下のオリジナル球場が収録されている。
- ダウンタウン球場
- ライブフィールド
- なんごくスタジアム
- パルテノ球場
- グリーンパーク
- ニューぴっかりスタジアム
- かせんじき（コリアンパワーズを追加すると使用可能に。）